# Radlice
Radlice (německy Radlitz) jsou městská čtvrť a katastrální území Prahy, patřící k obvodu i městské části Praha 5.

## Historie
Nejstarší zmínka o Radlicích je z roku 1283, kdy byla vesnice darována králem Václavem II. jeho chůvě Alžbětě (Elišce). Ta darovala ves ženskému dominikánskému klášteru sv. Anny. Klášter nejevil o hospodářství ve vlastní režii přílišný zájem. Dával přednost pozemkové rentě a půdu pronajímal různým hospodářům. Již na počátku 16. století se v Radlicích rozkládalo 300 korců vinic a chmelnic, pronajímaných pod úrok pražským měšťanům i poddaným z Radlic a Smíchova. V době pobělohorské zde byly vinice Vysoká, Sirotčí, Svatoška (též zvaná Santoška) a Homolce. Střídali se zde různí vlastníci, stejně jako v Jinonicích. Přesto je pět století, kdy Radlice vlastnily "panny od sv. Anny", označováno za zlatý věk Radlic. V čase vlastnictví konventem byla v Radlicích v roce 1722 postavena kaple sv. Jana Nepomuckého a v roce 1734 kaple sv. Anny, která odkazovala na patronku konventu. Torzo kaple je na rohu ulic Radlická a K vodojemu. K jejímu odkazu se hlásí restaurace U svaté Anny (Radlická čp. 2070/112). V roce 1741 převorka Marie Johana Voračická z Paběnic prosadila u pražského arcibiskupství zřízení radlického hřbitova v okolí svatojánské kaple.

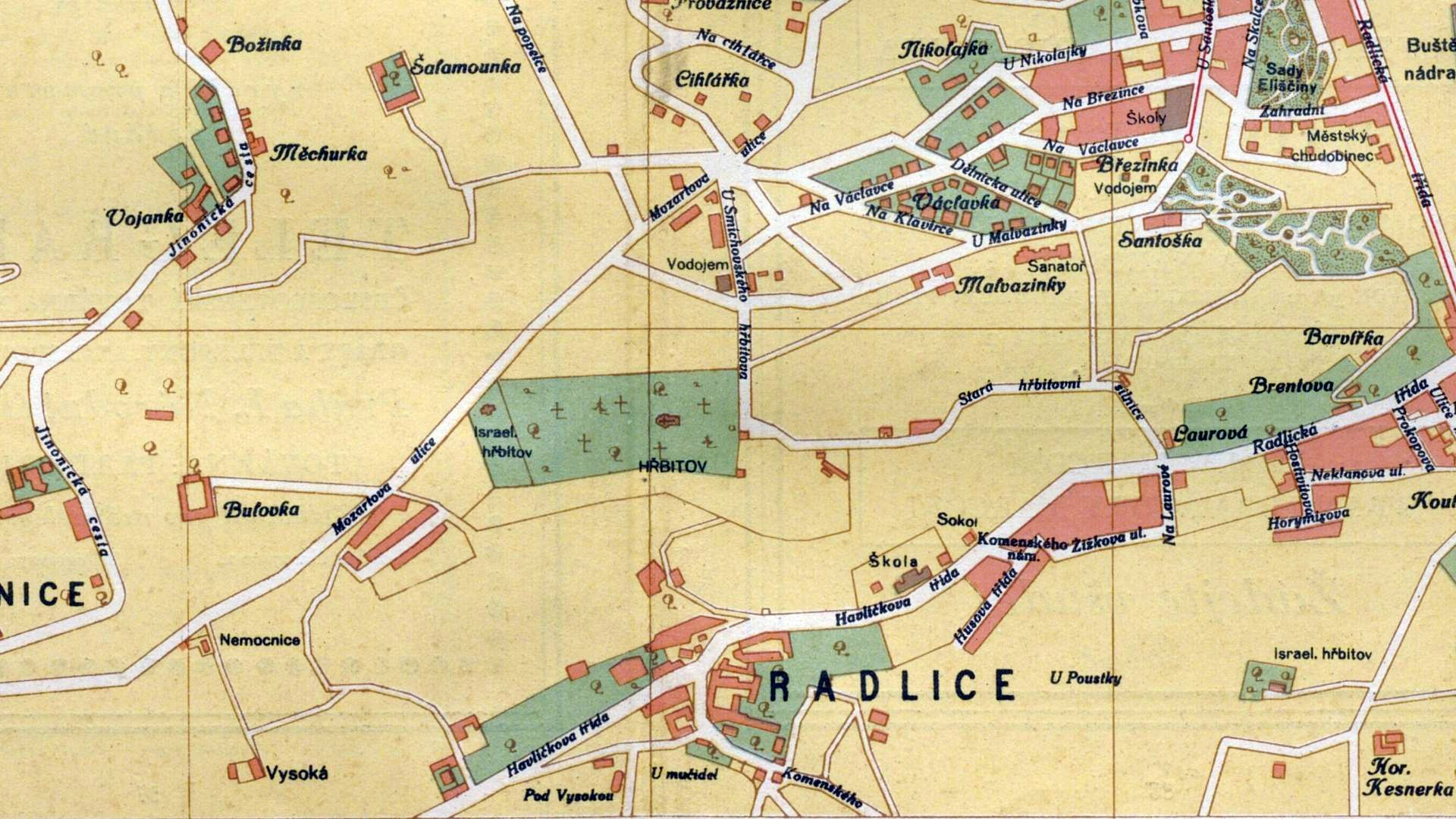
Plán Radlic (1926)

Dekretem Josefa II. z 26. srpna 1782 byl klášter zrušen a Radlice se v dražbě staly majetkem Schwarzenberků, kterým již patřily i sousední Jinonice. Od roku 1873 byly Radlice obcí okresu Smíchov. Přelom 19. a 20. století přináší i do této, převážně zemědělské obce, menší průmyslová odvětví. Vznikají zde slévárna, cihelna, porcelánka a výroba motocyklů. Radlice byly až do roku 1922, kdy byly připojeny k Praze, malá vesnice.  V roce 1922 vytvořily Radlice, Hlubočepy a Malá Chuchle společně se Smíchovem novou městskou čtvrť Prahu XVI. Po připojení k Praze se staly okrajovou čtvrtí bez většího významu. Zástavba se rozvíjela jen pomalu, stavěly se zde rodinné domy. 
Ke konci II. světové války byla 14. února 1945 oblast starých Radlic a Farkáně bombardována americkými vzdušnými silami. Nálet provedlo 62 amerických letounů B-17 z 91. a 398. bombardovací skupiny 1. letecké divize 8. letecké armády amerického armádního letectva startujících ze základny v anglickém Nuthampsteadu. Řada domů byla v Radlicích citelně poničena (19), několik jich skončilo v troskách (5), nálet si vyžádal i desítky mrtvých. Tuto událost připomínají pomníčky ve starých Radlicích a na Farkáně.
V 70. letech byla ateliérem Eta zpracována urbanistická studie se záměrem stavby velkého obytného celku s téměř 1000 byty zastavěním severního úbočí Dívčích hradů, od železniční tratě až k vrcholové partii v šíři až 2 km (od vodárenské věže Děvín až ke starému jinonickému nádraží). Tento záměr však nebyl realizován, přestože St. statek hl. města (provoz Jinonice) již preventivně přestal zdejší zemědělskou půdu obdělávat. Téměř celý svah k Dívčím hradům byl až do 20. let 21. století zarostlý náletovými dřevinami. Až na začátku 80. let došlo v rozvoji Radlic k velkým změnám. Výstavba metra na Jihozápadní Město si vynutila přestavbu. Byly zbořeny staré Radlice, na jejich místě měl vzniknout autobusový terminál, ale prostor byl využíván jako parkoviště P+R (zřízeno 1997, v provozu do roku 2004). Byl zde však vybudován plavecký bazén a sportovní hala SK Motorlet Praha vč. solária a fitness centra (Radlická č.p. 298/105). Ze starých Radlic zůstala kaplička sv. Jana Nepomuckého před níž je socha tohoto světce (ul. U Kostela, za novým ústředím ČSOB) a obecní hřbitov na Dívčích hradech. Hřbitov se hřbitovní kaplí se nachází v horní části ulice Výmolova. Hřbitov byl založen v roce 1896. Má trojúhelníkový tvar a rozlohu 0,37 ha. Hřbitov má 386 pohřbívacích míst, z toho je zde 348 hrobů, 15 urnových hrobů a 5 hrobek.
Staré Radlice stávaly v okolí křižovatky ulic Radlická a Výmolova (tehdy Havlíčkova a Komenského). V současnosti je nájezd do ulice Výmolova posunut oproti původní dispozici směrem Jinonicím. Až do likvidace starých Radlic byla tato křižovatka v místech dnešní konečné tramvaje a u stanice metra Radlice. Nedaleko školy v domě Radlice č.p. 90 sídlila Radlická záložna, z. sp. s r.o. v Žižkově ul. (nyní Holubova) Jak to v obcích bývá, ale pravým centrem společenského dění byla místní hospoda. Ta stávala právě na křižovatce těchto ulic a nazývala se "U Šlaisů". Karel Šlais byl na počátku 20. století starostou obce Radlice a zasadil se mj. o stavbu místní školy. Až do svého smutného konce bývala tato restaurace (Radlice č.p.18) s velkým společenským sálem a zahradou místem konání pravidelných diskoték a zábav (v 70. letech), předtím se zde konaly i baráčnické bály. Obec radlických baráčníků jako Sdružená obec baráčníků v Radlicích založená 13. října 1907 společně se smíchovskými pravidelně uctívají památku obětí náletu ze 14. února 1945 u pomníku v Radlicích. Místní baráčníci jsou členy III. župy Veleobce Praha.

## Charakter čtvrti

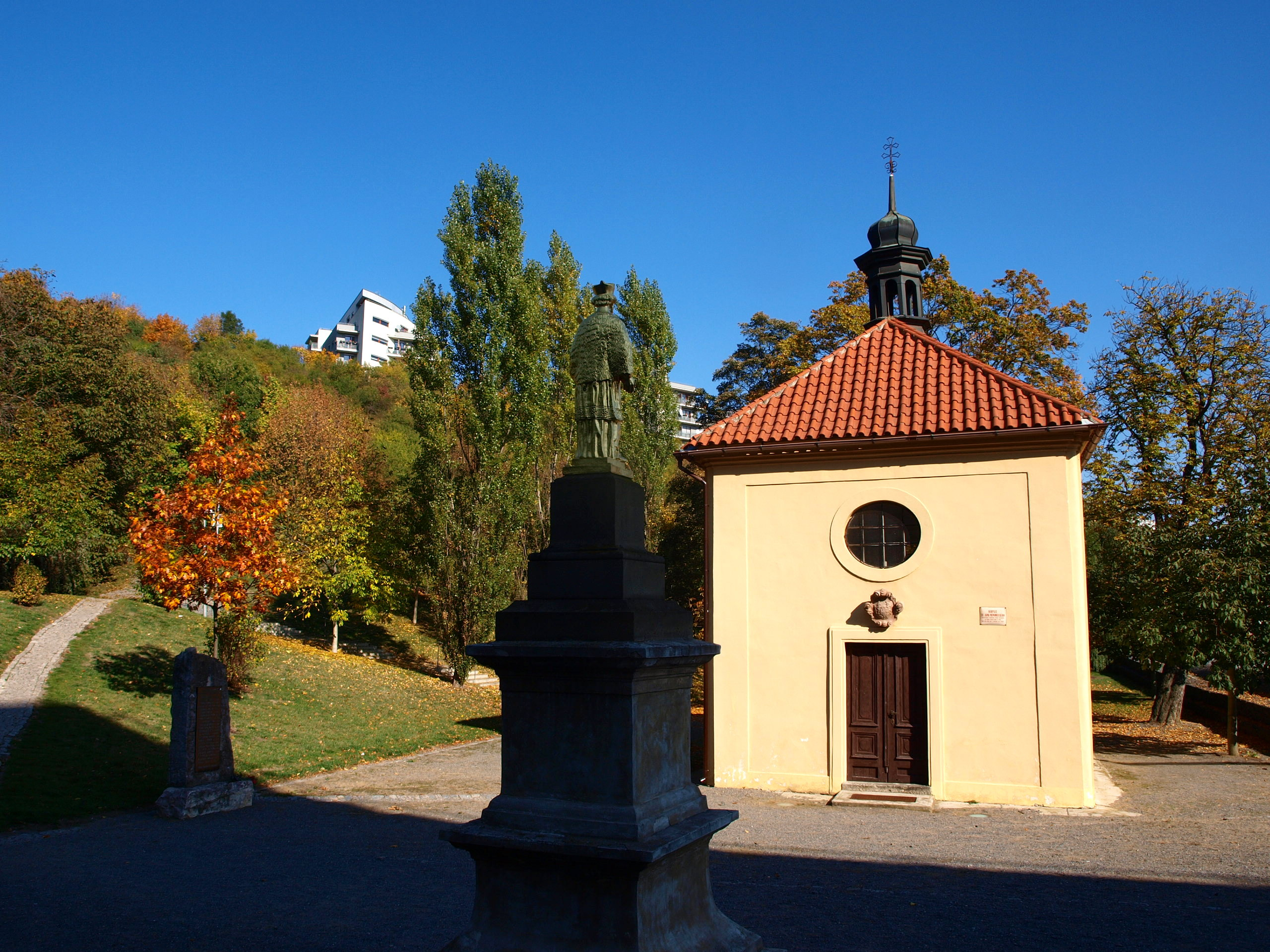
Kaple sv. Jana Nepomuckého a socha světce

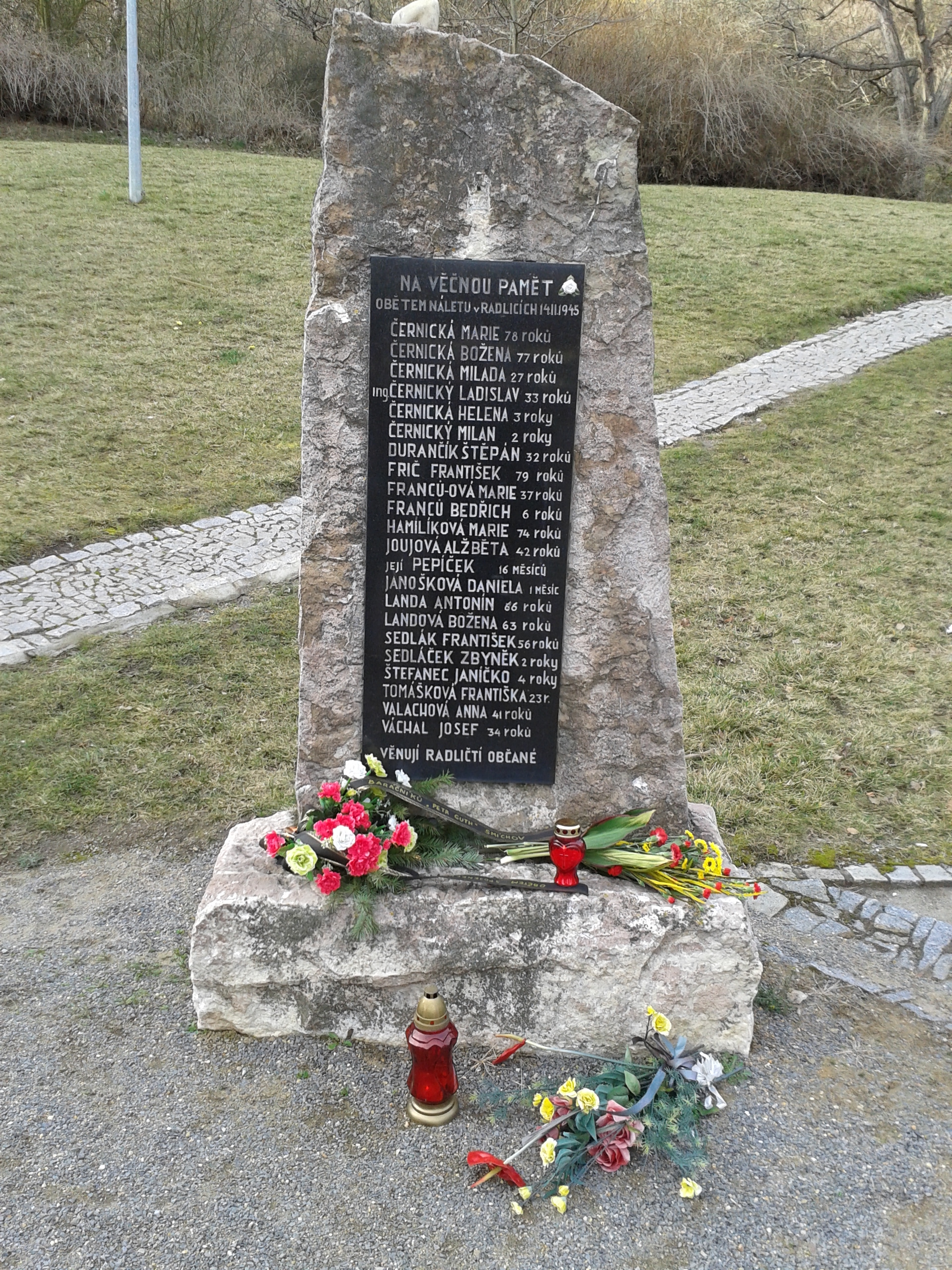
Pomník Obětem náletu 14. února 1945

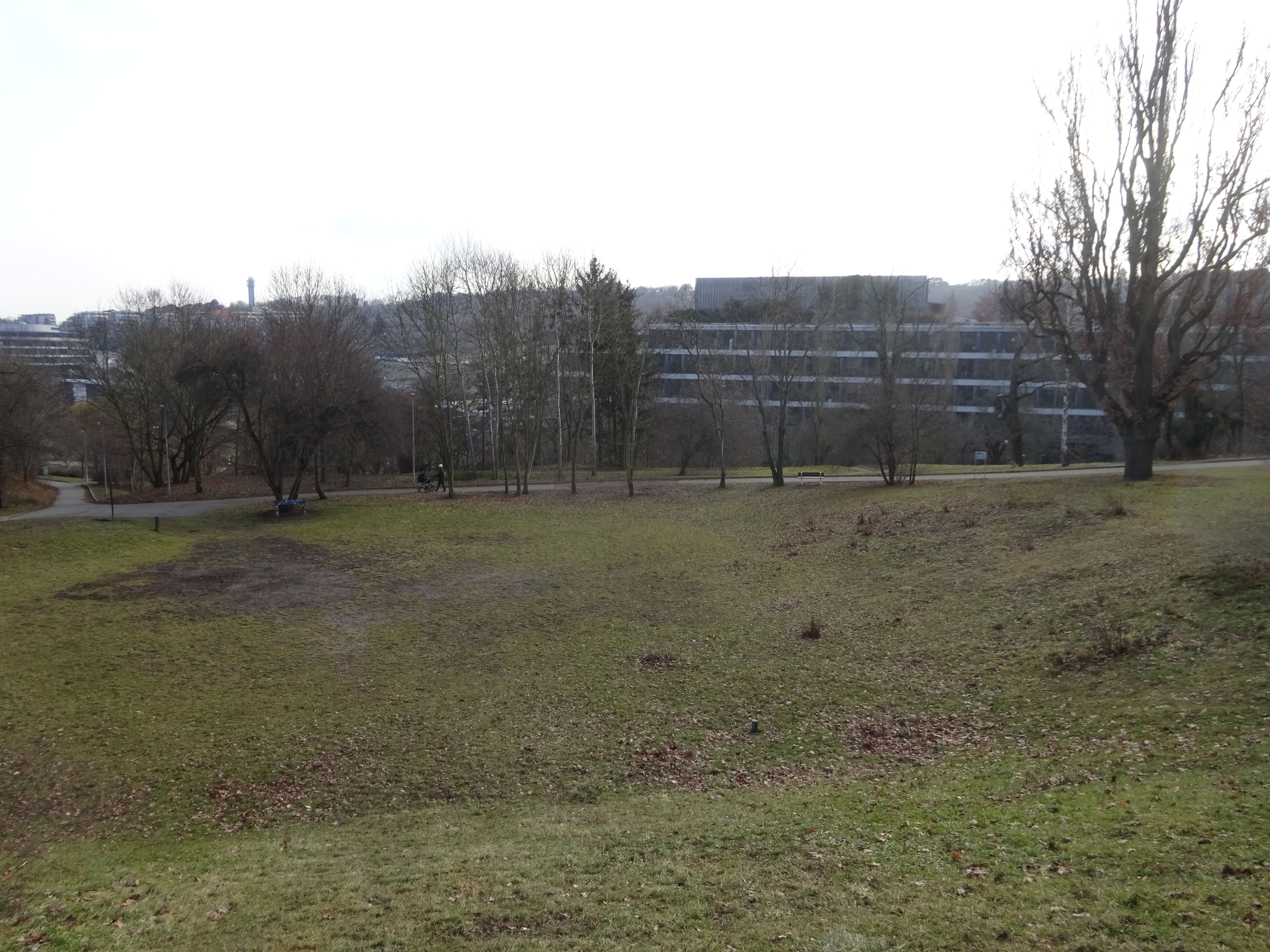
Bývalá usedlost Malá (Farkáň), za ní centrála ČSOB

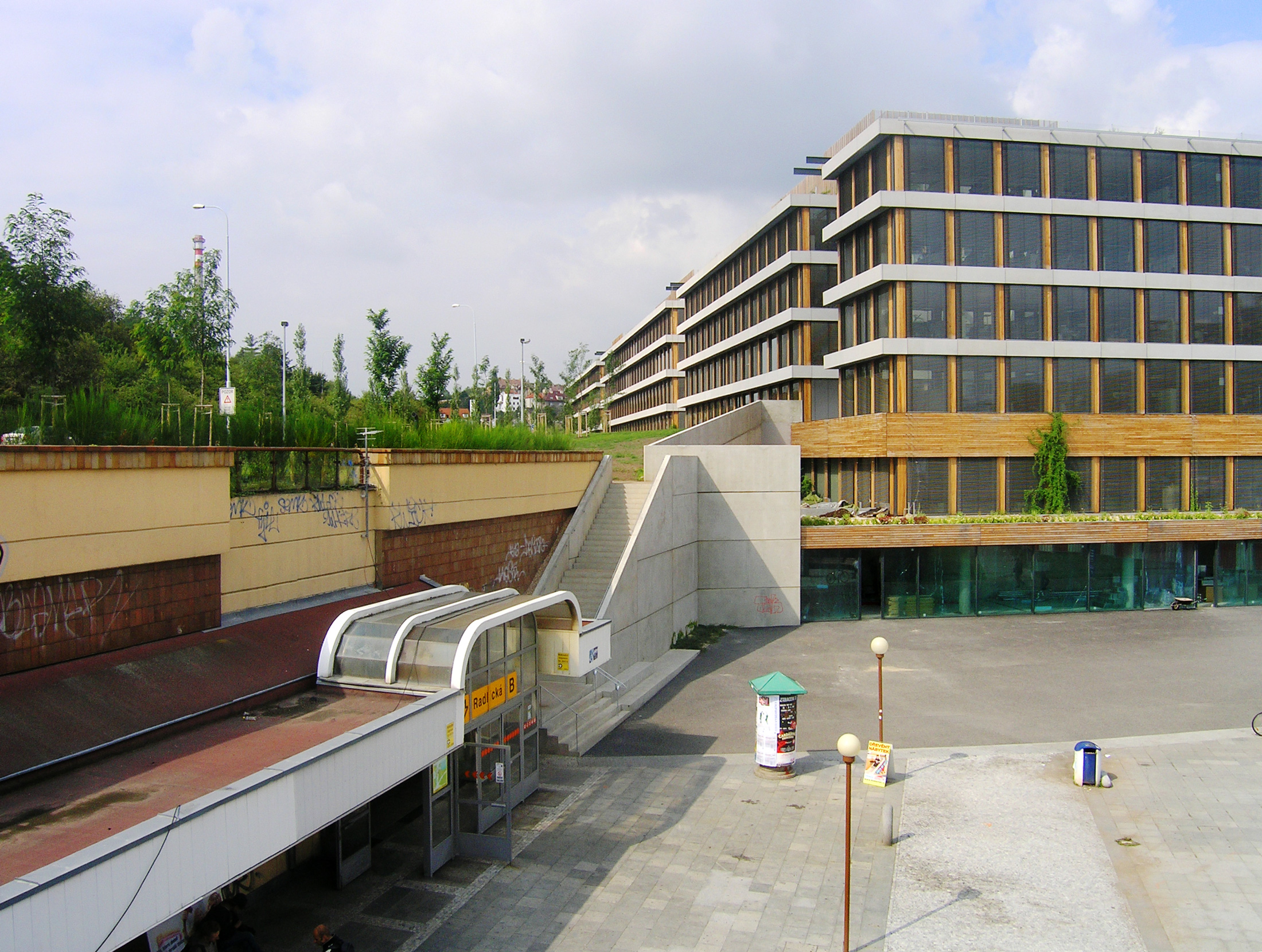
Stanice metra Radlická a přilehlá centrála ČSOB

Dnes již nejsou Radlice pouze tranzitní čtvrtí, jak tomu bylo v minulosti, přestože metrem projíždějí Radlicemi tisíce lidí do Jihozápadního města (Luka, Lužiny a Stodůlky). V kopcích (Na Farkáně 300 m n. m., Na Brabenci 297 m n. m., Dívčí hrady 310 m n. m.) okolo terminálu stanice metra vyrostly další rodinné domy. V ulici Radlická, směrem ke Smíchovu a k řece jsou městské činžovní domy. V roce 2007 byl v těsné blízkosti stanice metra Radlická vybudován komplex kancelářských budov ČSOB (Radlická č.p. 333/150) podle návrhu architekta Josefa Pleskota, kde pracuje přes 2500 lidí. V roce 2019 byl vystavěn i druhý objekt náležící ČSOB na adrese Výmolova č.p. 353/3. Oba objekty jsou propojeny neveřejnou, zastřešenou lávkou pro pěší nad Radlickou ulicí. Od roku 2022 tuto lávku z obou stran zdobí ukrajinské vlajky.
Na svahu Brabence (Kutvirtova 339/5) byla v letech 2008-9 postavena stavba pro administrativu společnosti Lukoil. Po utlumení aktivit Lukoilu v Česku (Martin Nejedlý) zdejší prostory využívají i gastronomická společnost MB Food a dodavatel kolejových vozidel Stadler Praha (konstrukční kancelář). Majitelem objektu je Galerie Louvre s.r.o. Za tímto objektem k Brabenci je Sportcentrum Radlice (Tělovýchovná jednota Radlice z.s.) s celoročně krytou nafukovací halou resp. otevřenými sportovišti pro tenis, florbal, badminton, futsal a házenou (Kutvirtova 339/1). Nad Buštěhradskou drahou a pod Radlickým hřbitovem v ulici   Lučištníků byla v letech 2021-2 vystavěna rezidence Radlické výhledy (Central Group).
Podél Radlické ulice od ČSOB k rezidenci Waltrovka stojí administrativní budovy Metalica a Legatica i s rezidenční částí (460 bytů), hotel Zleep a za nimi směrem k Farkáni v údolí Radlického potoka rodinné a bytové domy. Nové komunikace dostaly jména po slavných hokejistech, mistrech světa 1949, náměstí Agustina Bubníka a ulice Vladimíra Kobranova a Václava Roziňáka. Další 4 bytové domy (Projekt Semerínka) se staví nad slévárnou Walter Praguecast směrem k Dívčím hradům (dokončení 2025).
Na náhorní planině Dívčích hradů (téměř dvacetihektarová pláň Na rovinách) je od roku 2021 chovatelské zázemí ZOO a výběh s pastvinou pro koně Převalského. Součástí areálu jsou také tři bezbariérové vyhlídky tak, že mohou návštěvníci sledovat koně ze všech stran. Jedna z nich je vyvýšená, poskytuje tak mimo jiné i pohled na panorama Prahy.

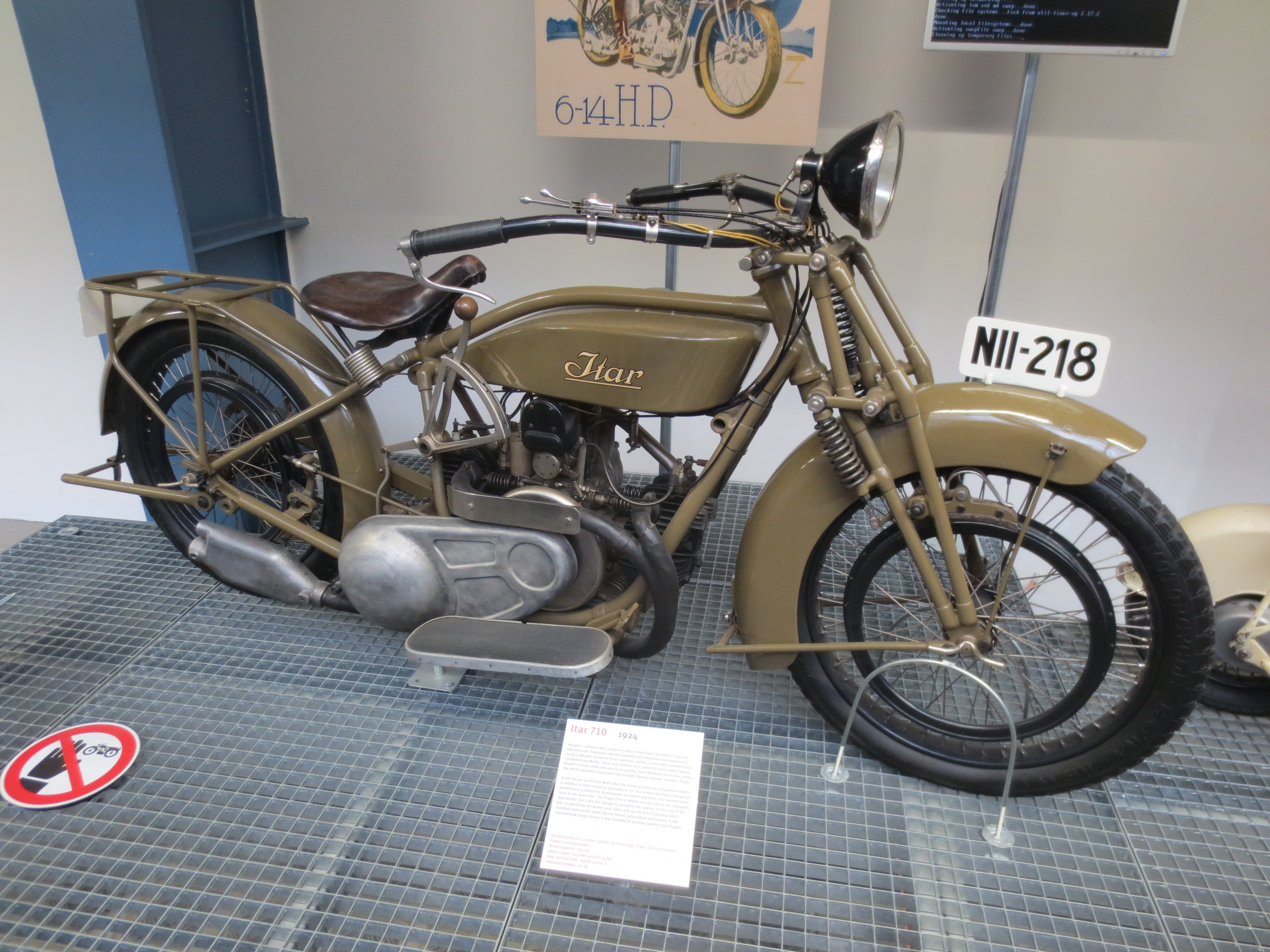
Motocykl Itar 710 (1924) vystavený v NTM

## Průmysl
V Radlicích se nacházely méně významné průmyslové podniky především vzniklé již za doby Rakouska-Uherska a počátků Československé republiky, a to i proto že Radlice vstoupily stejně jako Jinonice do časů samostatného Československa jako zemědělské vesnice. Významnou roli při rozvoji průmyslových aktivit sehrála Buštěhradská dráha, když v roce 1872 byl zprovozněn úsek Praha-Smíchov – Hostivice vedoucí Radlicemi po úbočí Dívčích hradů a Děvína (železniční trať Pražský Semmering). Většina průmyslových objektů byla podél Havlíčkovy třídy, za války přejmenované na Šaldovu (Šalda Straße) a po válce jako Radlická (prodloužení smíchovské ulice Radlická, která původně končila těsně před katastrem Radlice).

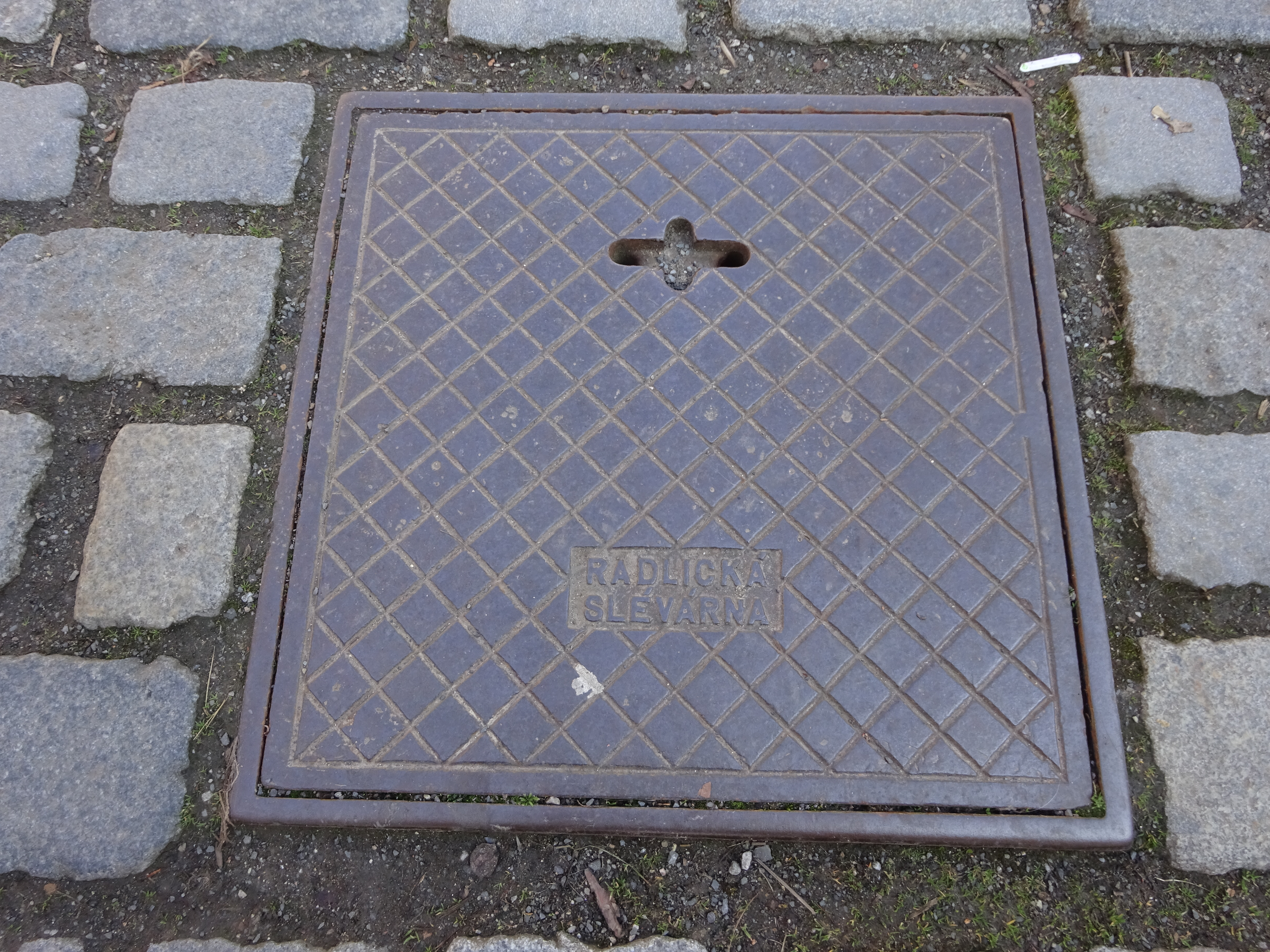
Poklop z Radlické slévárny (Břevnovský klášter 2025)

V blízkosti starých Radlic, které byly zbořeny v 80. letech 20. století (při výstavbě trasy B), měla výrobní závod společnost ITAR Janatka a spol., která v letech 1920-1930 vyráběla motocykly ITAR. Vznikla před rokem 1914 a původně působila pod názvem Automontage J. Janatka, Štefánikova 30, Smíchov. Náplní činnosti byly opravy automobilů a motorových člunů. Továrna na výrobu motocyklů a později i motorových vozidel sídlila v objektu Radlice č. p. 116, od roku 1928 U slévárny 116/3. Koncem 20. let po vyrovnávacím řízení byla přejmenována na Holubovský a spol., čsl. továrna na motorová kola "Itar" a byla uváděna jako továrna motocyklů až do začátku II. světové války.  Po zániku společnosti převzala tento objekt č.p. 116 slévárna. Ta sídlila hned "naproti": Radlická slévárna spol. s r o. (Radlice č.p. 109, U slévárny 109/4). Obě společnosti úzce spolupracovaly. Hlavním výrobním artiklem Radlické slévárny byly odlitky ze šedé litiny (kanalizační a odpadové roury, kanálové kryty a poklopy). Slévárna fungovala až do počátku 21. století, potom byly zbořeny správní budovy někdy kolem 2016 v souvislosti s výstavbou komplexu Nová Waltrovka na Radlické ulici. Zachována byla pouze slévárenská hala. Při projektování Nové Waltrovky bylo rozhodnuto zachovat slévárenskou halu. Záměrem po její revitalizaci je navrátit vzpomínku do doby vzniku původních továren a oživit genia loci. Tento historický objekt je určen k provozu restaurace a bude nabízet kapacitu cca 85 míst v přízemí s možností využití horního patra – 84 míst. Slévárna disponuje plochou přes 700 m² a stane se tak nepostradatelným prvkem a dominantou Nové Waltrovky.
V samém centru Radlic býval podnik firmy R. Tesárek, která byla dovozcem motocyklů Harley-Davidson; majitelem a zakladatelem firmy byl Rudolf Tesárek (1875-1929). V letech 1925-1929 byl vedoucím prodejního servisu (dílovedoucí) motocyklový (a později automobilový) závodník Bohumil Turek.  Společnost R. Tesárek (obchod a komisionářství automobily, hospodářskými stroji mj. lodní motory Evinrude, vulkanizační stroje Belga a motocykly H-D) měla dílny v Radlicích naproti hospody U Šlaisů, na adrese Komenského tř. 6 (Radlice čp. 6). Po úmrtí zakladatele firmy vedli podnik Rudolf ml. a Marie Tesárkovi. Objekt byl při přestavbě Radlic v 80. letech 20. století zbořen. Nacházel se na dnešní křižovatce ulic Radlická a Kutvirtova.
Dále po Radlické ul. směrem k Jinonicím byl objekt Autodílen Ministerstva vnitra, což byl komplex technických budov. Dílny na této adrese fungovaly od počátku 50. let 20. století (Radlická 188). Investorovi byl prodán v roce 2016 s tím, že k jeho likvidaci došlo později, v roce 2020. Jak se sluší a patří, objekt autodílen byl řádně střežen. V Radlicích v tomto období "zostřeného třídního boje" byla dislokována 12. a 13. rota z 2. praporu 2. brigády Vnitřní stráže k ochraně a střežení závodů a objektů zvláštní důležitosti (1952–1966). 12. rota střežila Závody Jana Švermy (bývalý Walter) a 13. rota Autodílny MV. Kasárna Vnitřní stráže byla postavena počátkem 50. let v místech budoucí slévárny Walter Praguecast. Po roce 1966 bylo 5 budov (kasárenské baráky) používáno jako ubytovna Motorletu a zbořeny byly v polovině 70. let, kdy Motorlet postavil Novou ubytovnu v Jinonicích na adrese Peroutkova 570/83 (později Top Hotel a potom Apartmán V bloku).
Starší objekt Radlice č.p. 105 byl postaven kolem roku 1882. Podle projektu Josefa Bečky zde byla v letech 1893–1896 postavena továrna na porcelán, která pod různými názvy a majiteli působila až do roku 1910 (v závěru jako Pražská porcelánka). Do roku 1918 měl část budov pronajatu na nějaký čas jistý Mádl, který zde vyráběl kamna. Koncem roku 1918 tovární areál zakoupila První Poděbradská továrna na hospodářské stroje Černý a bratři Roubíčkové, která zde vyráběla mj. mlátičky. V roce 1928 objekt zakoupili manželé Foistovi. Josef Foist (1883-1939) měl v nepoužívaném továrním objektu nejprve sklad a opravnu pro dovážené francouzské automobily Delage a britské motocykly Rudge-Whitworth. Od tohoto odvětví počátkem 30. let ustoupil a souhlasil s přestavbou na filmové ateliéry. Toho se ujal divadelní a filmový podnikatel Antonín Fencl (1881–1952). Za tím účelem založil společnost AFES - Antonín Fencl filmové továrny v Praze (Praha XVI-Radlice, Havlíčkova 105). Natočil zde pouze jeden film a jeden ozvučil. V roce 1933 byl ateliér uzavřen. Revitalizace objektu na filmové ateliéry se ujal sám Josef Foist, velkoobchodník s kancelářskými stroji. V roce 1937 byla zahájena činnost filmového studia a ateliérů FOJA Radlice. Do roku 1947 zde bylo natočeno více než 50 filmů. Okolí ateliérů bylo využíváno i jako exteriéry. Nejznámějším takovým případem je filmové nádraží v Mokré nad Soupravou ve snímku Přednosta stanice, což bylo vlastně jinonické nádraží a jeho bezprostřední okolí. Směrem k Jinonicím bylo za ateliérem fotbalové hřiště Meteoru Radlice. Zde se v roce 1938 natočilo několik exteriérových záběrů filmu Klapzubova XI. Od roku 1952 využíval objekt Radlická 105/202 n.p. Motorlet, který zde měl garáže a opravnu automobilů a později Střední odborné učiliště. Po přemístění továrny Walter z Jinonic zanikl i bývalý objekt filmových ateliérů. Objekt Foja byl zbořen koncem roku 2008. V podstatě na jeho místě nyní stojí hotel Zleep a je součástí projektu Nová Waltrovka, za kterým stojí Penta Real Estate.
V podstatě jediným průmyslovým podnikem a jediným pokračovatelem výroby strojírenských dílů v radlické současnosti je slévárna Walter Praguecast, která sídlí na adrese Radlická čp. 227/107 v místech bývalých kasáren Vnitřní stráže. Objekt byl postaven v 80. letech 20. století jako slévárna přesného lití společnosti Motolet n.p. S areálem továrny byl propojen komunikací, která přemostěním překonávala Radlickou ulici. Most byl zbořen koncem 1. dekády 21. století. V červenci 1991 se oddělila slévárna přesného lití od společnosti Motorlet a vznikl Walter-Deritend a.s. se zahraniční účastí. Od června 2002 je tato společnost přejmenována na Prague Casting Services. K další změně došlo v létě 2021, kdy společnost byla přejmenována na Walter Praguecast a.s., kterou nyní vlastní české fyzické a právnické osoby. Typickými představiteli výrobků jsou turbinové lopatky, rozvaděče a tepelné štíty leteckých a pozemních turbínových motorů ze superslitin na bázi niklu nebo kobaltu a ze speciálních nerezavějících ocelí. Fasáda budovy je osazena mozaikou z matované keramiky (autor Alena Rýdlová).
Směrem do Jinonic od této slévárny bývalo Energetické centrum (kotelna/teplárna) společnosti Motorlet, po jejímž zániku na pozemku a v budovách bývalé kotelny vzniklo přestavbou administrativní centrum Kotelna Park 1, které v roce 2017 získalo titul v soutěži Stavba roku 2017. Počátkem padesátých let vznikl objekt E1, kde byly umístěny kotle, a objekt E4, do jehož třetího nadzemního podlaží po vlečce z Buštěhradské dráhy zajížděly vagony s uhlím, které se přes rozměrné násypky, umístěné pod kolejemi, přepravovalo systémem pásových dopravníků ke kotlům. V 80. letech byl za palivo použit mazut ze 2 velkých zásobníků. V té době byl postaven 120 metrů vysoký železobetonový komín. V roce 1990, což byl pravděpodobně rok největšího investičního rozmachu továrny, byla vybudována nová plynová kotelna – objekt E3. Na sousedícím pozemku mezi Kotelnou Park 1 a slévárnou přesného lití Walter Praguecast vzniklo centrum Kotelna Park 2 (2020). Objekty neslouží průmyslové výrobě, ale jsou v nich kanceláře především zahraničních firem (Bosch, Siemens, BASF, Beiersdorf atd.). Výraznou dominantou této části Radlic je komín bývalé kotelny.
Radlická cihelna (Puchmajerova čp. 120/1) vyráběla ze sprašových hlín stavební materiál a zásobovala Prahu cihlami různé kvality. Zvláště v Radlicích bývala využívána rozsáhlá ložiska cihlářských hlín. Šlo převážně o spraše a jejich deriváty, tzv. sprašové hlíny. Často se do nich musel přidávat písčitý materiál jako ostřivo. V 50. letech byla součástí znárodněného podniku Pražské cihelny, Libčice nad Vltavou-Letky. Svou práci cihelna zastavila až hluboko v druhé polovině 20. století. Společnost Radlická cihelna, s.r.o. stále existuje, ale nezabývá se výrobou cihel nýbrž prodejem stavebních materiálů a stavební chemie. Poblíž bývalé Radlické cihelny je v současnosti Betonárna Praha Radlice - TBG-Metrostav (Puchmajerova 3). Zabývá se výrobou transport betonu, cementových litých pěn, anhydritových a cementových potěrů, čerstvých malt a směsí pro stavbu vozovek a dalších betonových produktů. Téměř v centru Radlic čp. 9 (později Výmolova 9), nad restaurací U Šlaisů směrem k Buštěhradské dráze, byla Šavlínova cihelna. V 30. letech Prokop Ženíšek tuto cihelnu částečně mechanizoval a lidem tak práci usnadnil. Po válce bylo sídlo cihelny přemístěno na adresu Radlice čp. 12, ale uchovalo si svůj název i v roce 1950 jako Ženíškova strojní cihelna.

## Galerie Průmysl v Radlicích

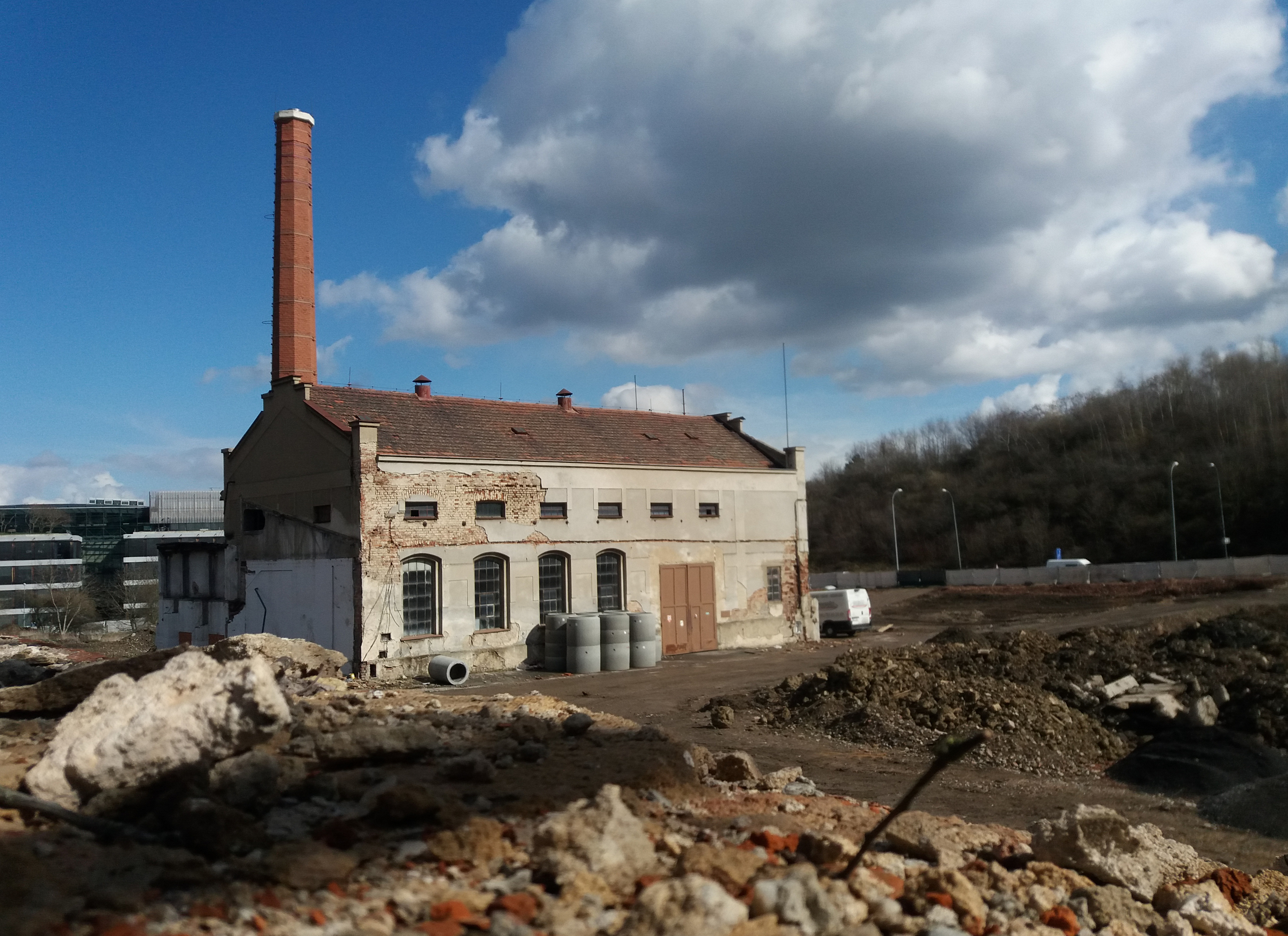
Pozůstatek Radlické slévárny a továrny ITAR, U Slévárny, Praha-Radlice (duben 2021)
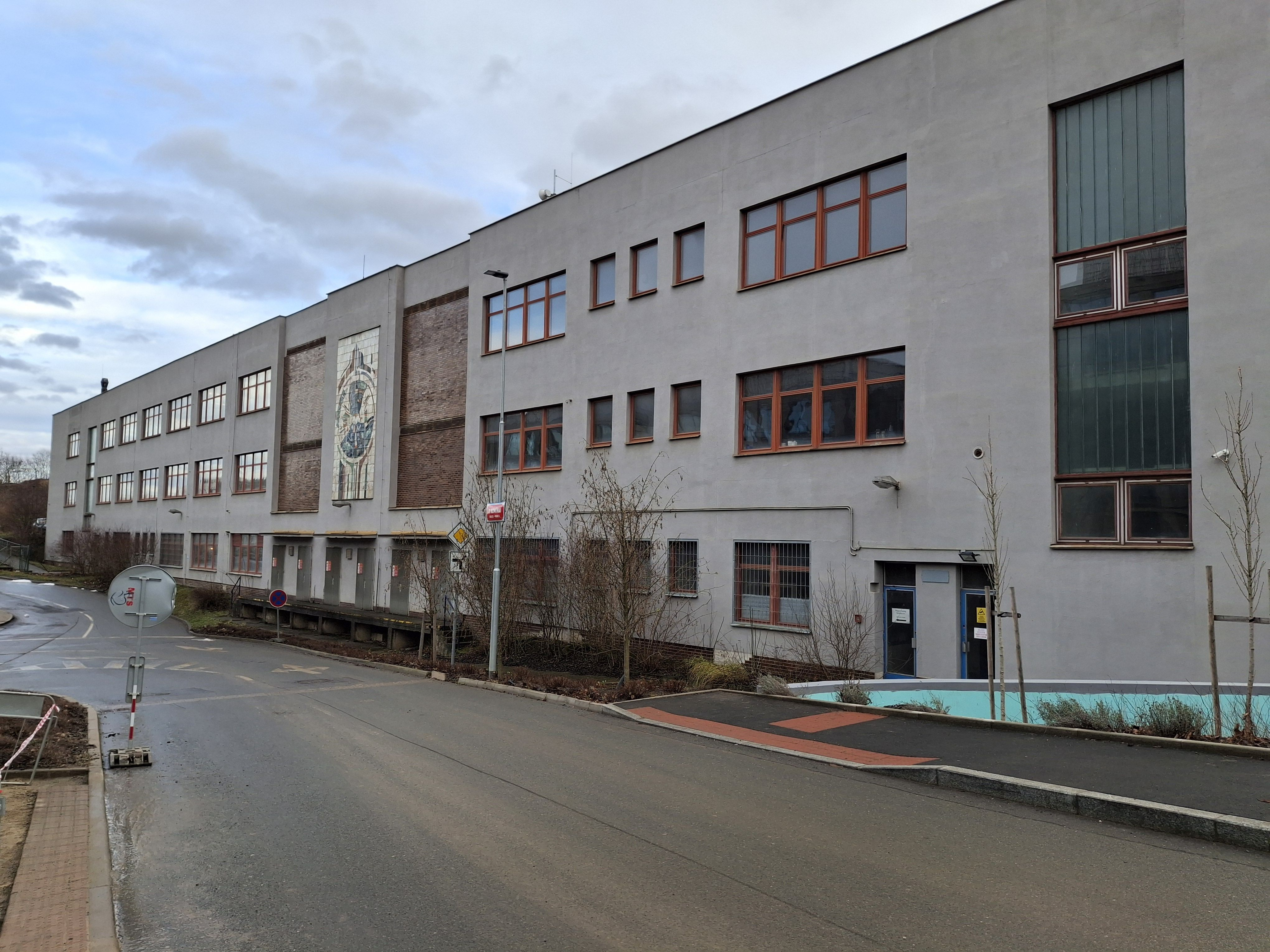
Slévárna Walter Praguecast (2025)
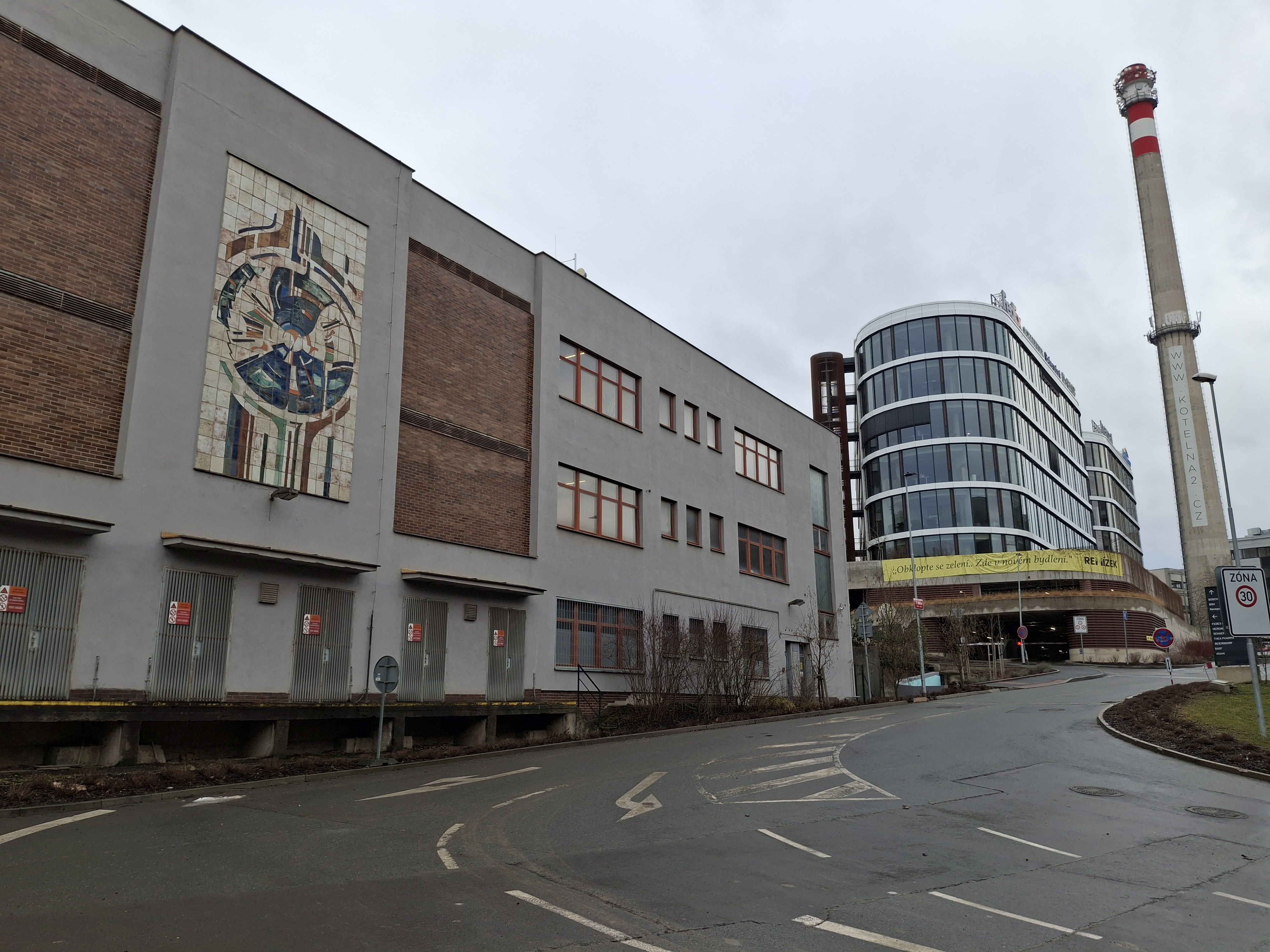
Slévárna Walter Praguecast (s mozaikou z matované keramiky), kancelářské prostory Kotelna Park 2 a komín kotelny (2025)
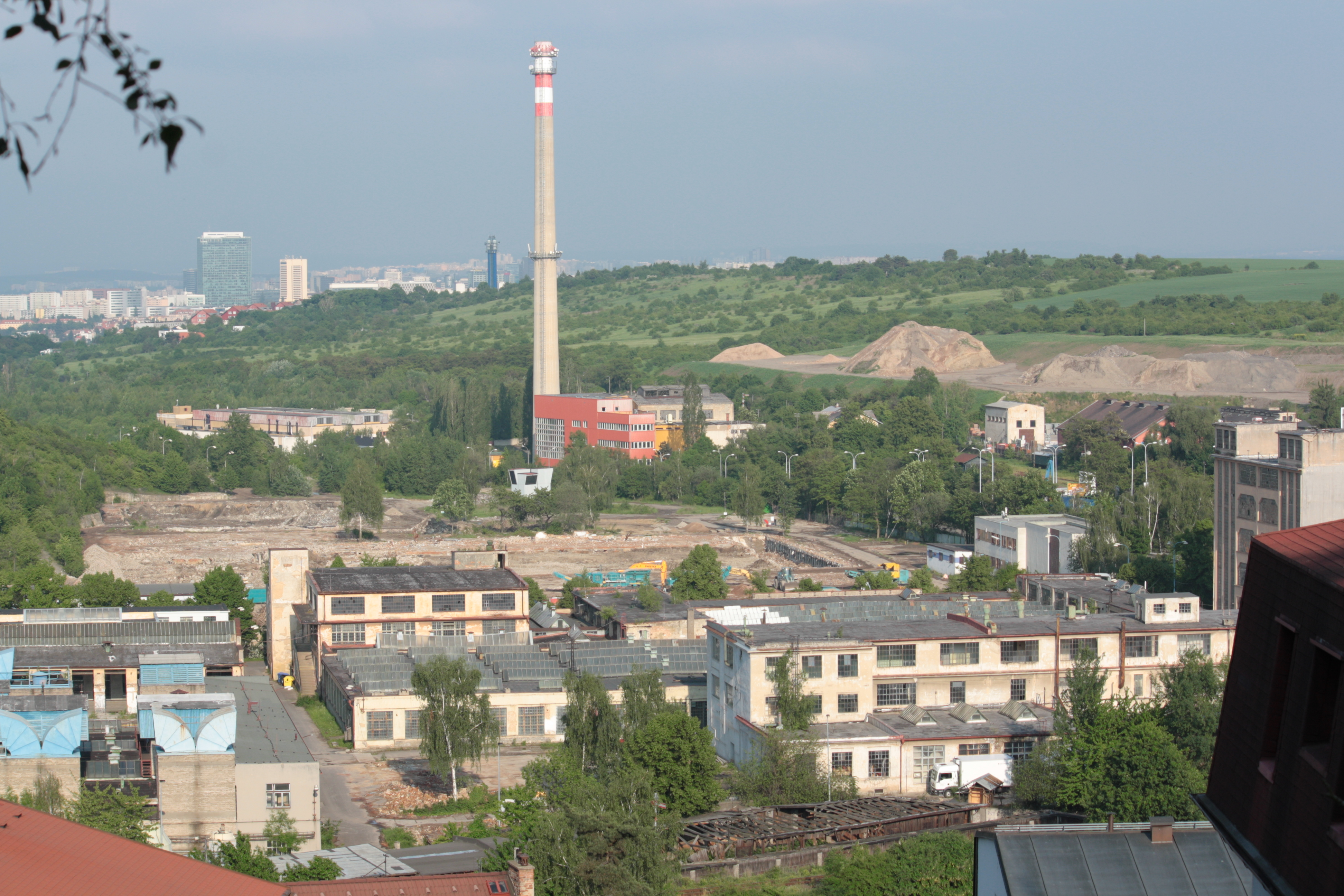
Pohled od Vidoulí přes bývalou továrnu Walter. Uprostřed objekt Energetického centra s komínem (nyní Kotelna Park) a vlevo vedle něj je slévárna Walter Praguecast (2010)
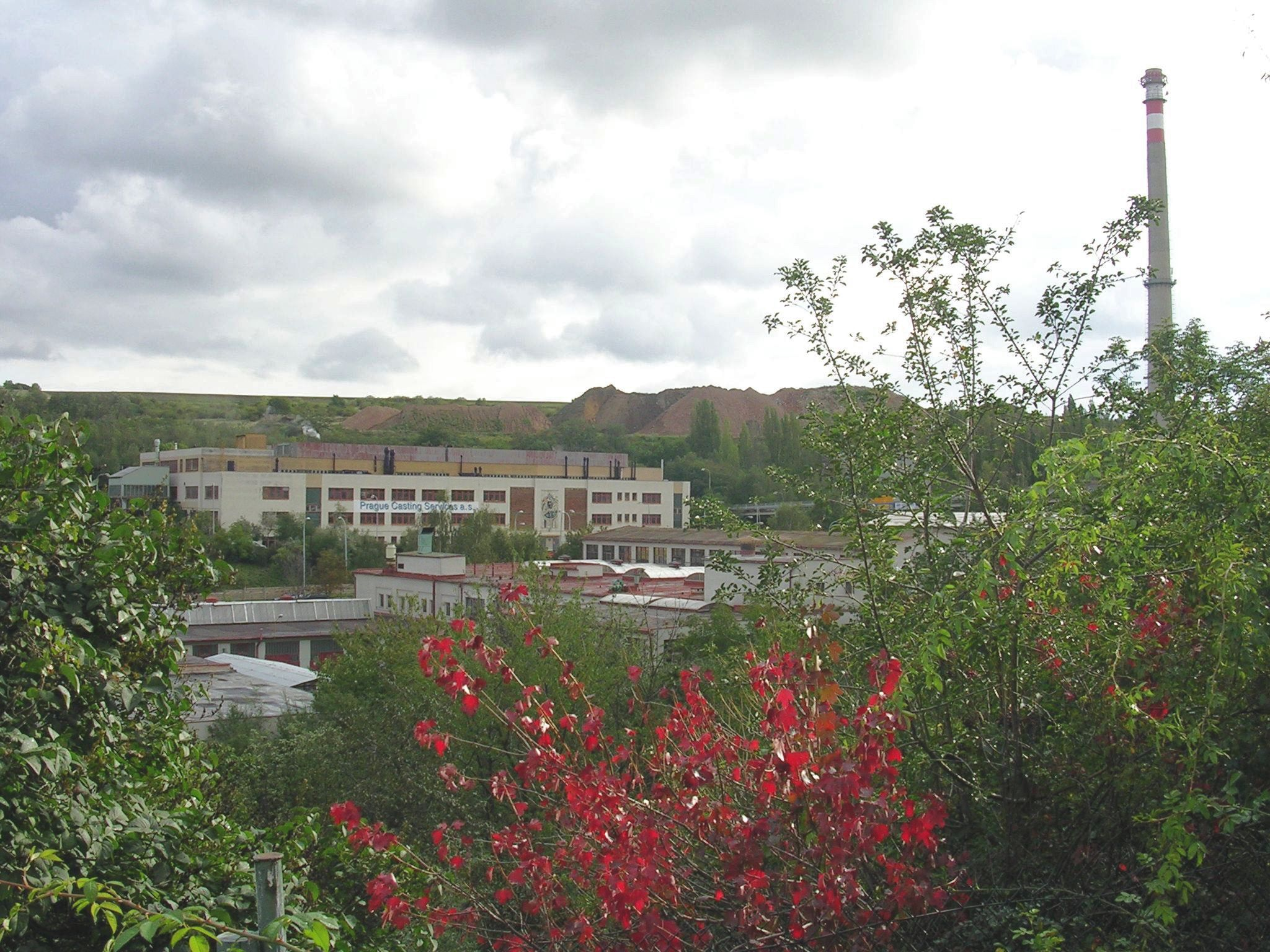
Pohled z Farkáně. Slévárna přesného lití ještě jako Prague Casting Services. Před ní bývalé Autodílny MV (2007)
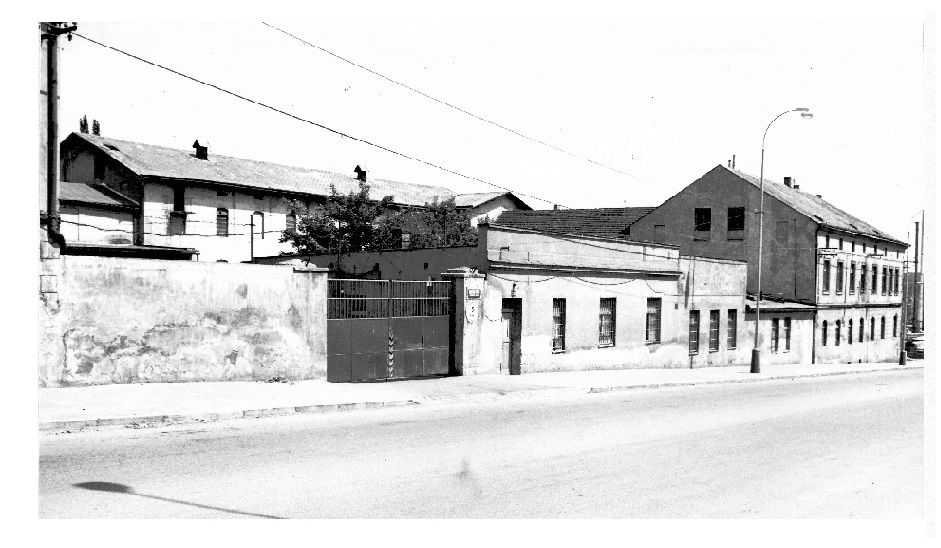
Bývalé ateliéry FOJA (1986)
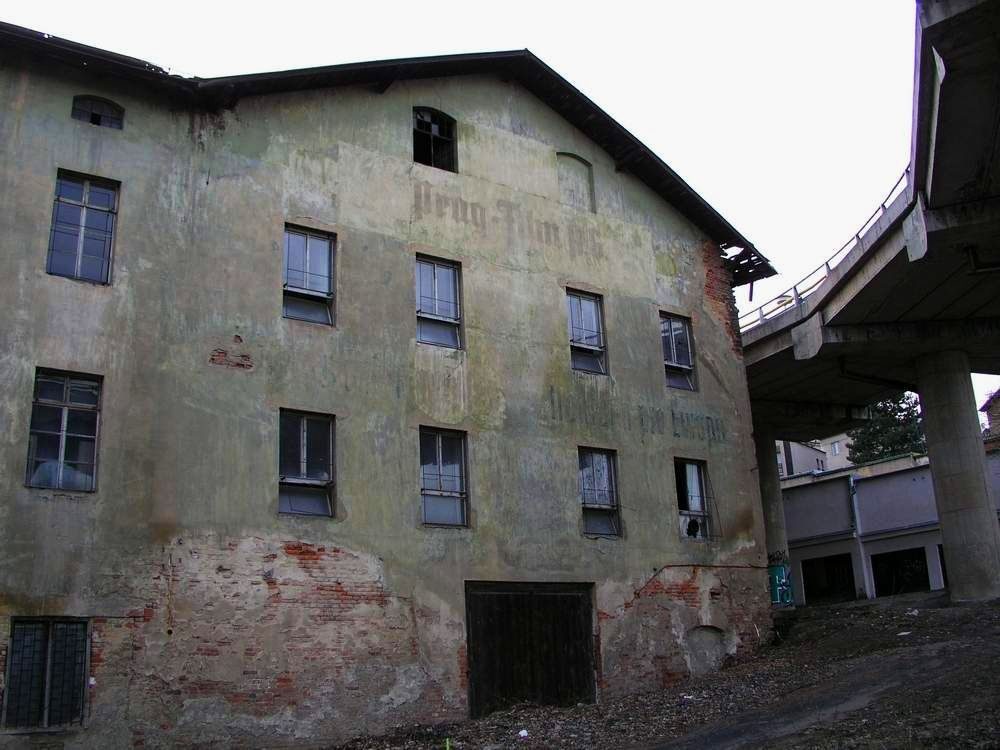
Ateliery FOJA krátce před demolicí. Vedle nich vede most do slévárny přesného lití  (2008)
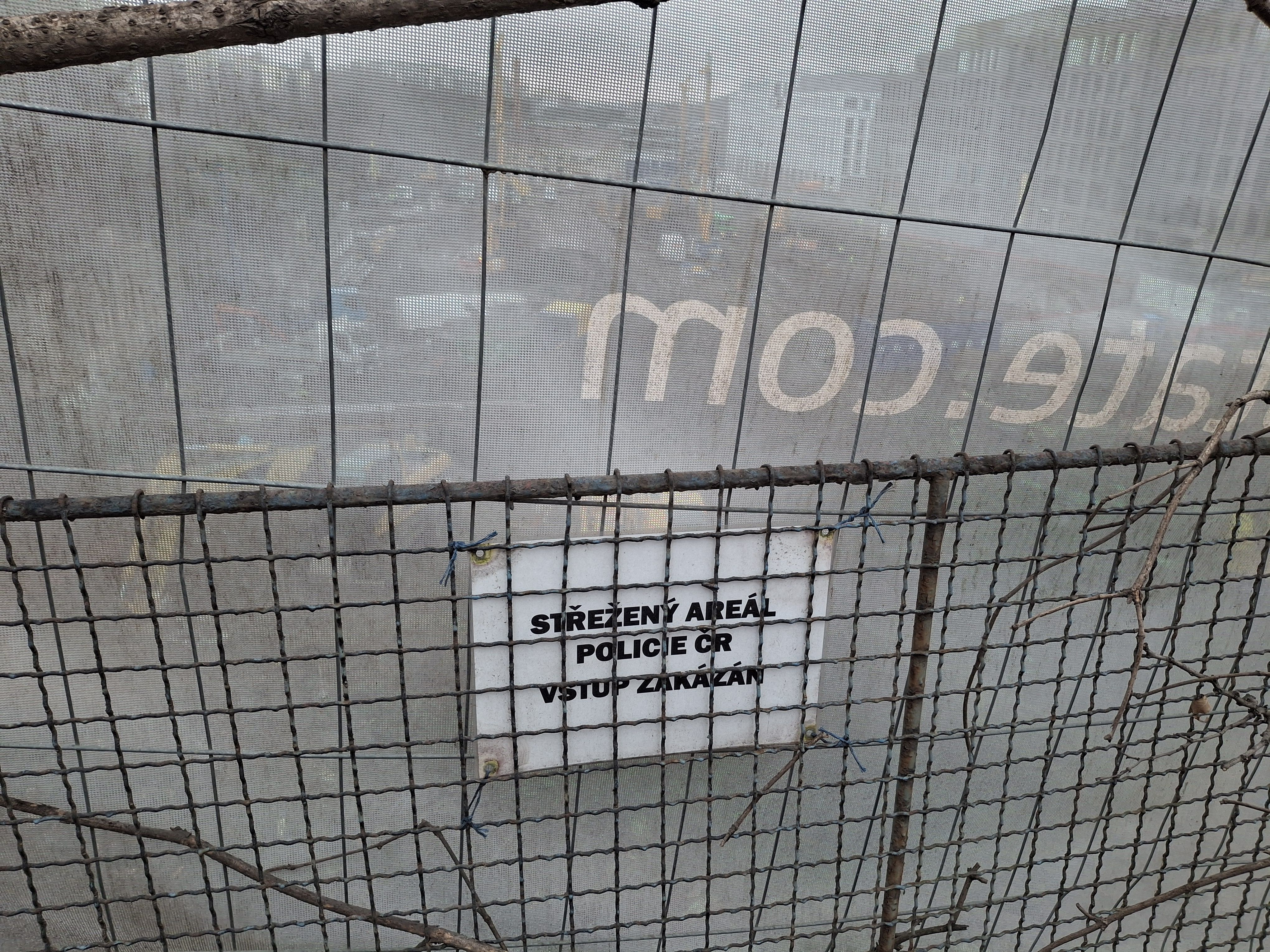
Poslední památka na Autodílny Ministerstva vnitra ČR (2025)
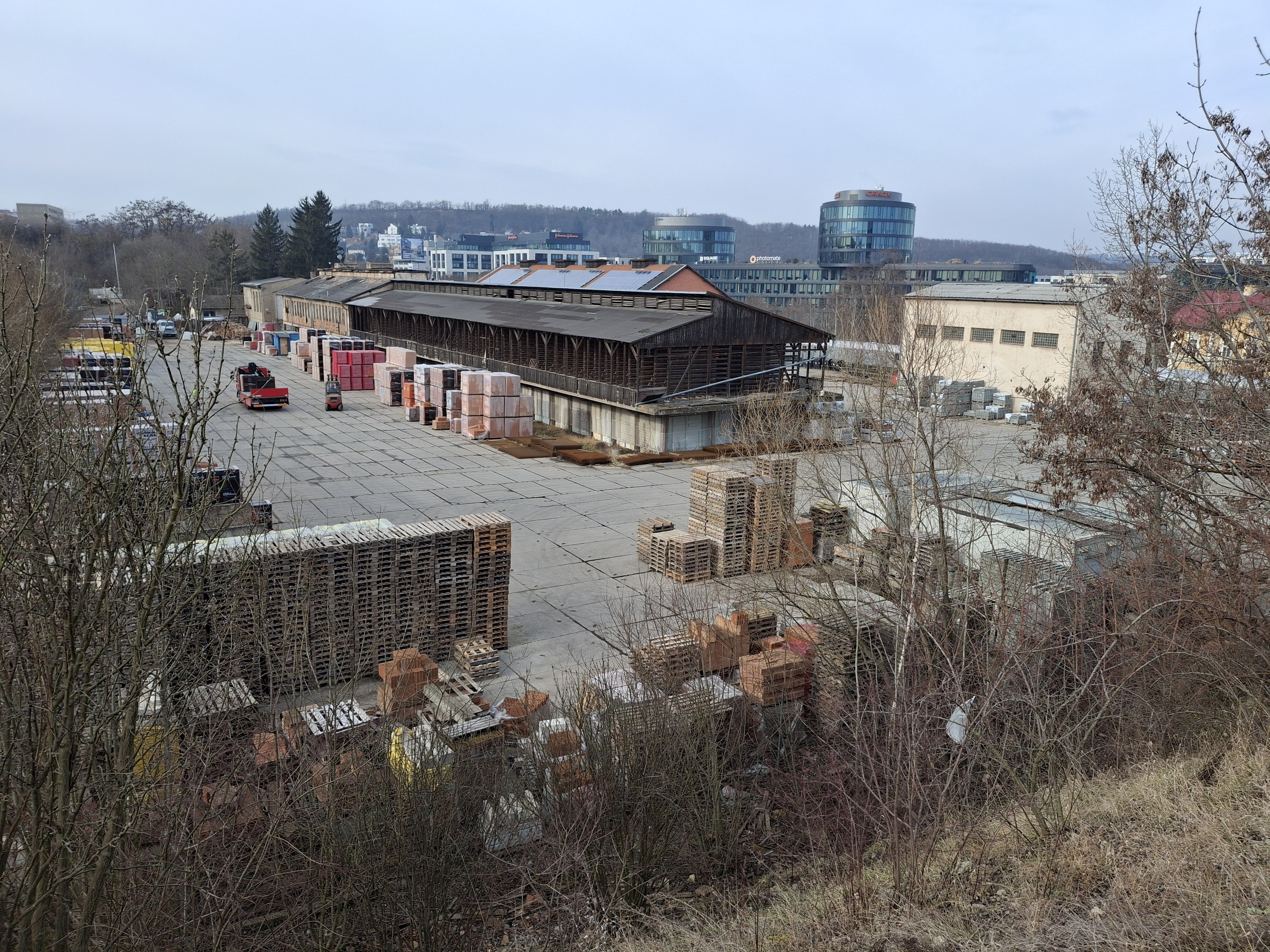
Bývalá radlická cihelna (2025)
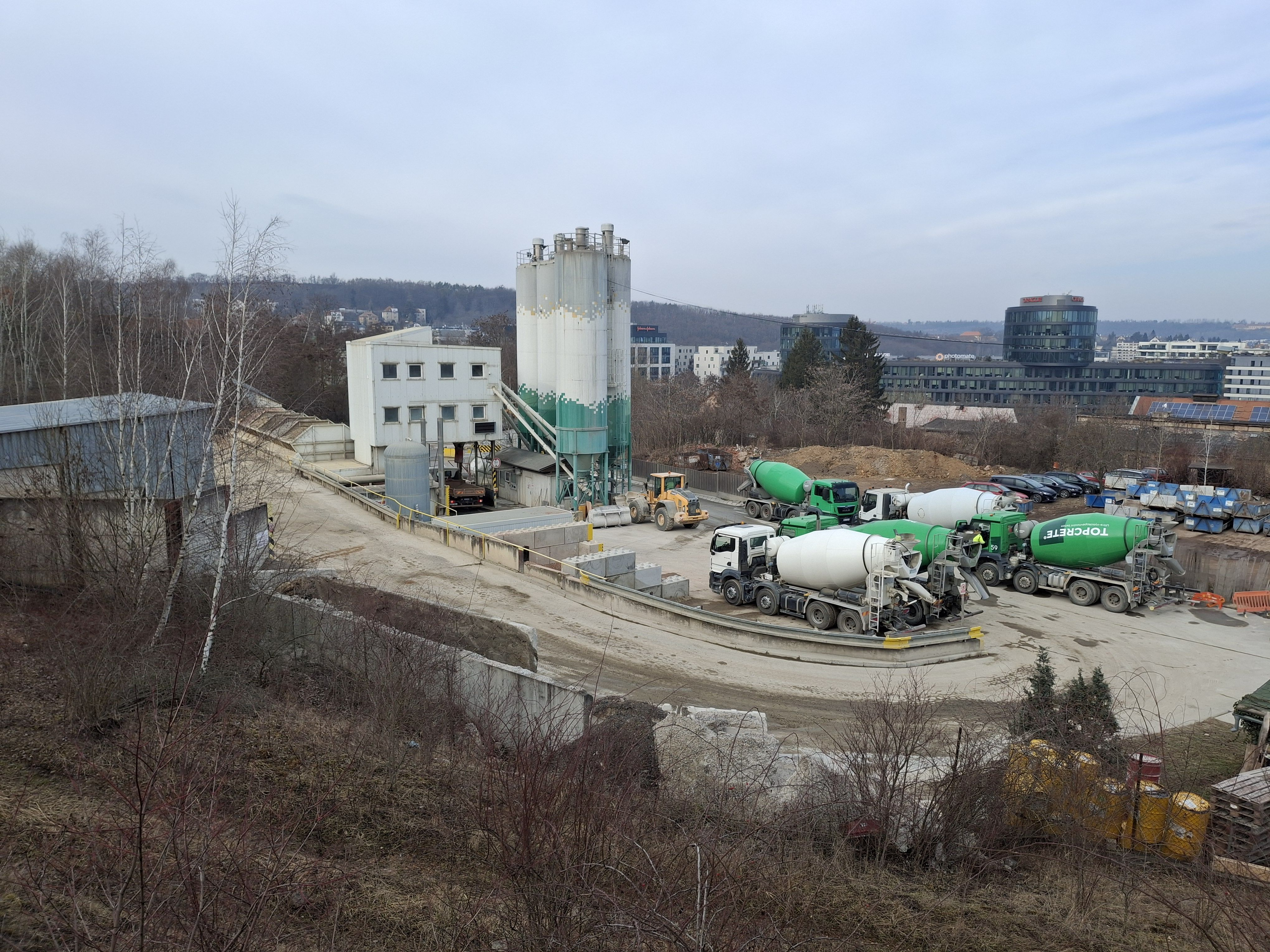
Betonárna Radlice, TBG-Metrostav (2025)

## Pamětihodnosti
Ze starých Radlic vede od roku 2020 naučná stezka s 12 zastaveními. Díky finanční pomoci ČSOB a v rámci grantu Naše Radlice ji zřídil občanský Spolek Farkáň. Přímo Radlic se týkají zastavení Staré Radlice, Bývalý Fričův statek, Vila od architekta Jana Gillara, Náměstí Na Farkáně a První dům na Farkáně a historie lokality (Na Farkáně III 46-44, činžovní dvojdům č.p. 121/122), Foglar a jiní. Oddíl Hoši od Bobří řeky spisovatele a skautského vůdce Jaroslava Foglara – Jestřába měl v Radlicích svoji klubovnu v letech 1949–1967. Postupně to byly klubovny 3, všechny stály na prostranství mezi školou a starými Radlicemi.  V listopadu 1914 vznikl Spolek pro výstavbu lidových a rodinných domků v Radlicích, kdy mimo jiných byl v radě starosta Radlic pan Karel Šlais. Obytnou oblast Farkáň postavilo v letech po I. světové válce přejmenované Družstvo pro stavbu rodinných a lidových domků pro Radlice a Smíchov a okolí se sídlem Mozartova 122 (dnes Peroutkova 122/44). Družstvo vyvíjelo činnost i v časech Protektorátu, kdy byla výstavba obytného celku Farkáň dokončena. 

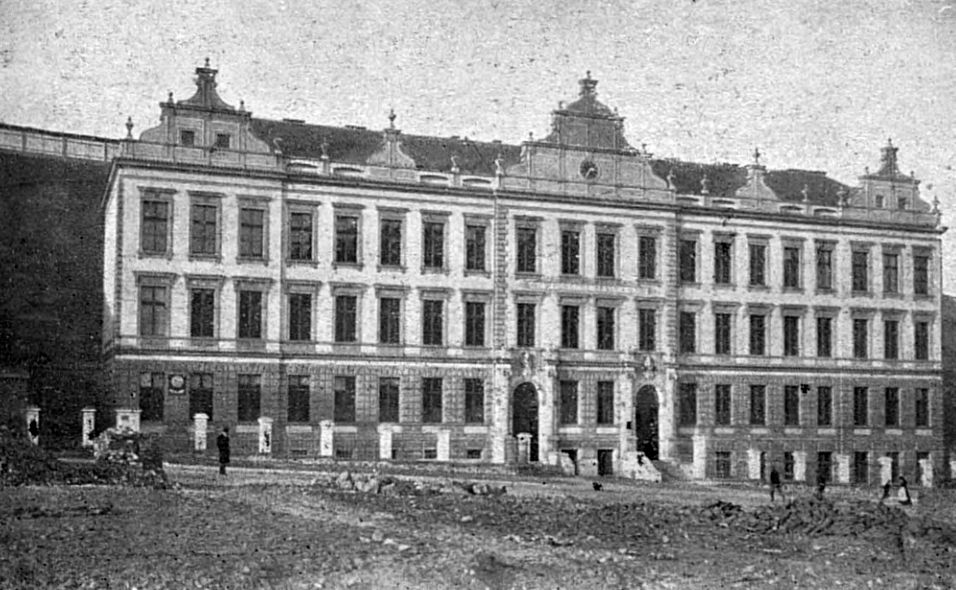
Škola v Radlicích (1908)

 Společně s výstavbou kancelářské budovy ČSOB byla rekonstruována barokní kaple svatého Jana Nepomuckého z roku 1722 a barokní socha téhož světce z 19. století (ul. Na Farkáně IV a U kostela). Dříve kaple stávala na radlické návsi v ulici U Radlického kostela (název ulice v letech 1905-1940) a byla obklopena hřbitovem. V těsné blízkosti kaple se nachází pomník se jmény radlických občanů, kteří zahynuli při náletu na Prahu 14. února 1945. Nedaleko severně od kaple svatého Jana Nepomuckého směrem k Farkáni stála Radlice č.p. 26 usedlost Malá (Farkáň, bývalý Fričův statek). Vznikla kolem roku 1850 a byla tvořena obytnou budovou a stodolou. Svůj venkovský ráz si zachovala až do svého zániku. Její majitel František Frič zahynul při náletu 14. února 1945. Jeho jméno je uvedeno i na památníku Obětem náletu. Na bývalé usedlosti Malá (Fričově statku) byla zemědělská výroba ukončena kolem roku 1950, potom zde sídlila fermentárna Družstva pro pěstování žampionů, později zde byly garáže dopravní firmy (cestovní kancelář CKM) a zcela zanikla mezi roky 2006–2007.
Na podzim roku 1908 byla otevřena v Radlicích škola (Radlická č.p. 115/140). Magazín Světozor při jejím slavnostním otevření zmínil, že je to největší škola v pražském okolí a že je prvá, která byla otevřena bez církevního svěcení. Starosta Radlic p. Šlais při této slavnosti předal klíče od nové školy jejímu řediteli, p. Jarému.  Škola reprezentuje protnutí historického a dnešního světa v krásné secesní budově s hodinami a moderní přístavbou s pochozí střechou sportovní haly. Před školou jsou dva pomníky, Padlým hrdinům (1914-1918) a Pomník na věčnou paměť občanů z oblasti Radlic (1939-1945). Před školou u konečné tramvaje byl první veřejný telefonní automat v Radlicích (budka na konečné stanici el. dráhy č. 18 ).

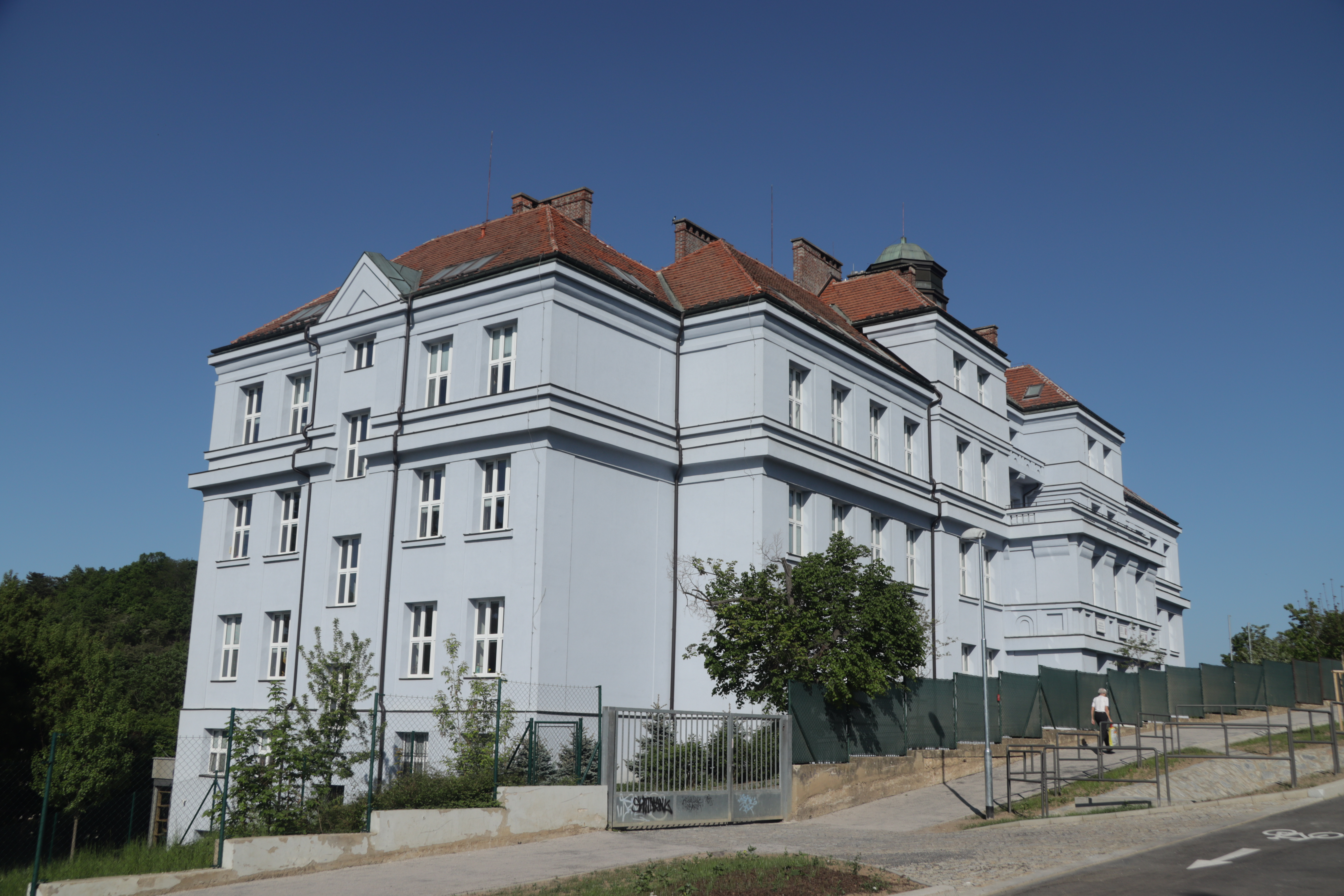
Střední škola, základní škola a mateřská škola pro sluchově postižené

Ve Výmolově ulici č.p. 169/2 (název ulice od roku 1947, předtím od roku 1905 Komenského) se nachází Střední škola, základní škola a mateřská škola pro sluchově postižené. Zemskému spolku pro péči o hluchoněmé v čele s předsedou spolku, profesorem MUDr. Karlem Výmolou (1864-1934), se podařilo v roce 1925 zahájit výstavbu nového ústavu v Praze – Radlicích. V roce 1926 bylo ve Výmolově ústavu pro hluchoněmé děti zahájeno vyučování. Škola dnes poskytuje systematickou podporu žákům se specifickými poruchami učení a je vybavena pomůckami pro žáky se zdravotním postižením. Jedná se o speciální pedagogické zařízení zřizované Ministerstvem školství, mládeže a tělovýchovy České republiky. V létě 2019 nesla ulice Výmolova označení jako Výmolová. Zda je původcem tohoto mírně řečeno faux pas komise pražského magistrátu pro označování ulic či výrobce cedule, není známo. Cedule již byla odstraněna a ulice je opět Výmolova.

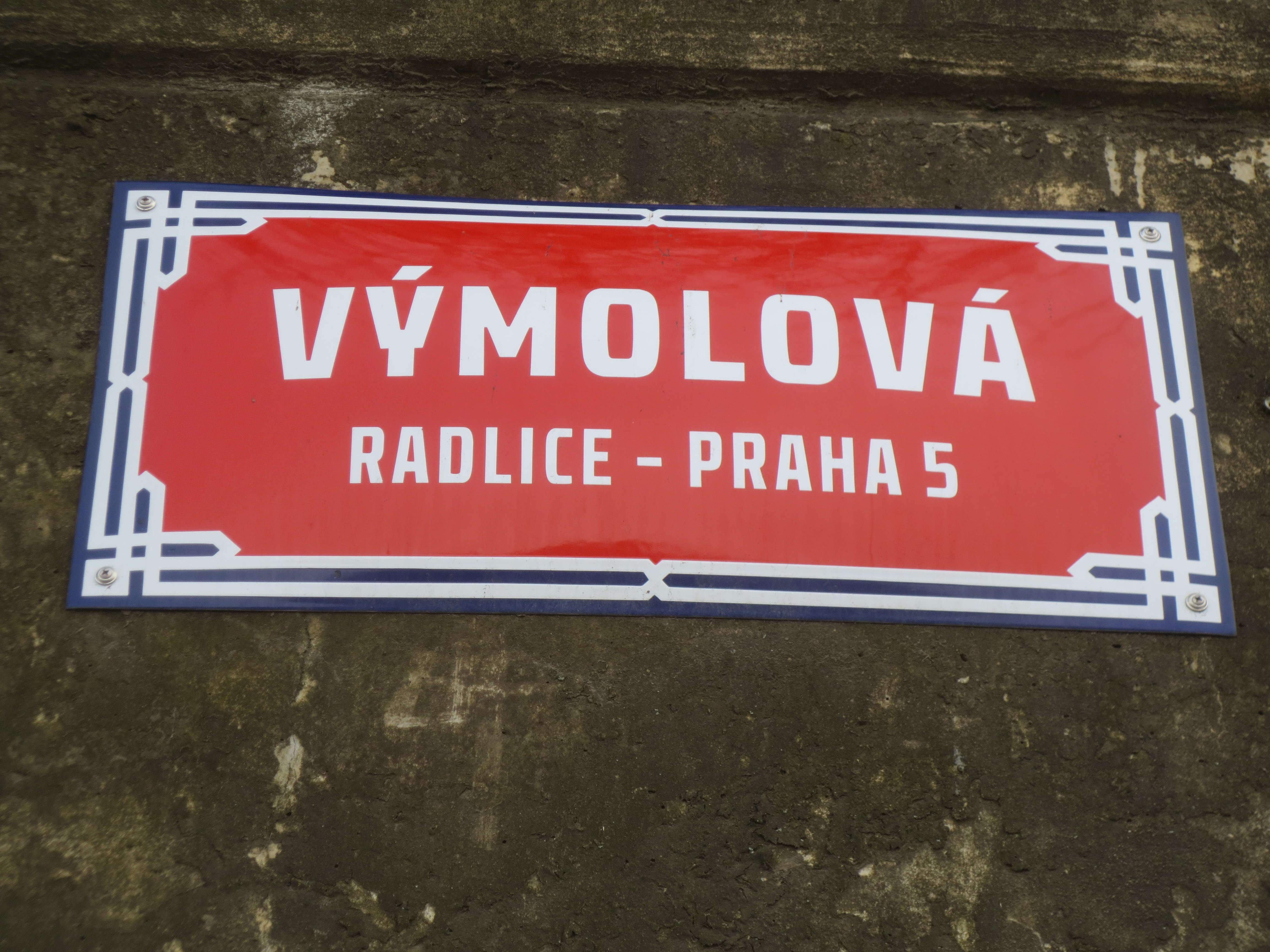
Ulice Výmolova dle pražského magistrátu jako Výmolová (2019)

Kulturní nemovitou chráněnou památkou jsou staré jinonické nádraží (na katastru Radlic) s adresou Radlická č.p. 40/109 nyní přejmenované na Praha-Waltrovka a je součástí souboru věcí Buštěhradské dráhy. K tomuto souboru v Radlicích ještě patří strážní domek Výmolova č.p.38/1 (na parc.569, u přejezdu), dva viadukty přes cestu z Radlické do Prokopského údolí, parc.565/1 a strážní domek Radlická č.p.39. Všechny tyto objekty byly postaveny v roce 1872. Od roku 2004 je také památkově chráněn vojenský kryt pod radlickými parc.č. 408 a 409 v ulici U Starého židovského hřbitova č.p. 349/23.

## Doprava

### Hromadná doprava
První tramvaj do Radlic přijela ze Smíchova 16. června 1927 před dnešní Základní a mateřskou školu Radlická č.p. 115/140. Poslední úsek trati Na Knížecí (Anděl) - Radlická byl jednokolejný, provoz tramvají byl řízen světelnou signalizací (jeden semafor v místě viditelném z obou konců jednokolejky). Před radlickou školou byla vybudována jednokolejná smyčka. V tomto stavu byla trať provozována až do listopadu 1983. Potom tramvaje jezdily pouze v úseku Anděl – Laurová. Výluka byla zapříčiněna přestavbou trati na dvojkolejnou, rozšiřováním komunikace a výstavbou metra trasy B. V roce 1988 byla v Radlicích otevřena stanice metra B jako součást etapy III. B vedoucí na Jihozápadní Město. Stanice Radlická nebyla dlouhou dobu příliš vytíženou stanicí, využití se zvýšilo s výstavbou nové centrály ČSOB  v roce 2007. Až v říjnu 2008 byl tramvajový provoz do Radlic obnoven a trať byla prodloužena o jednu stanici až centrále ČSOB. Bývalá konečná je dnes zastávkou Škola Radlice.

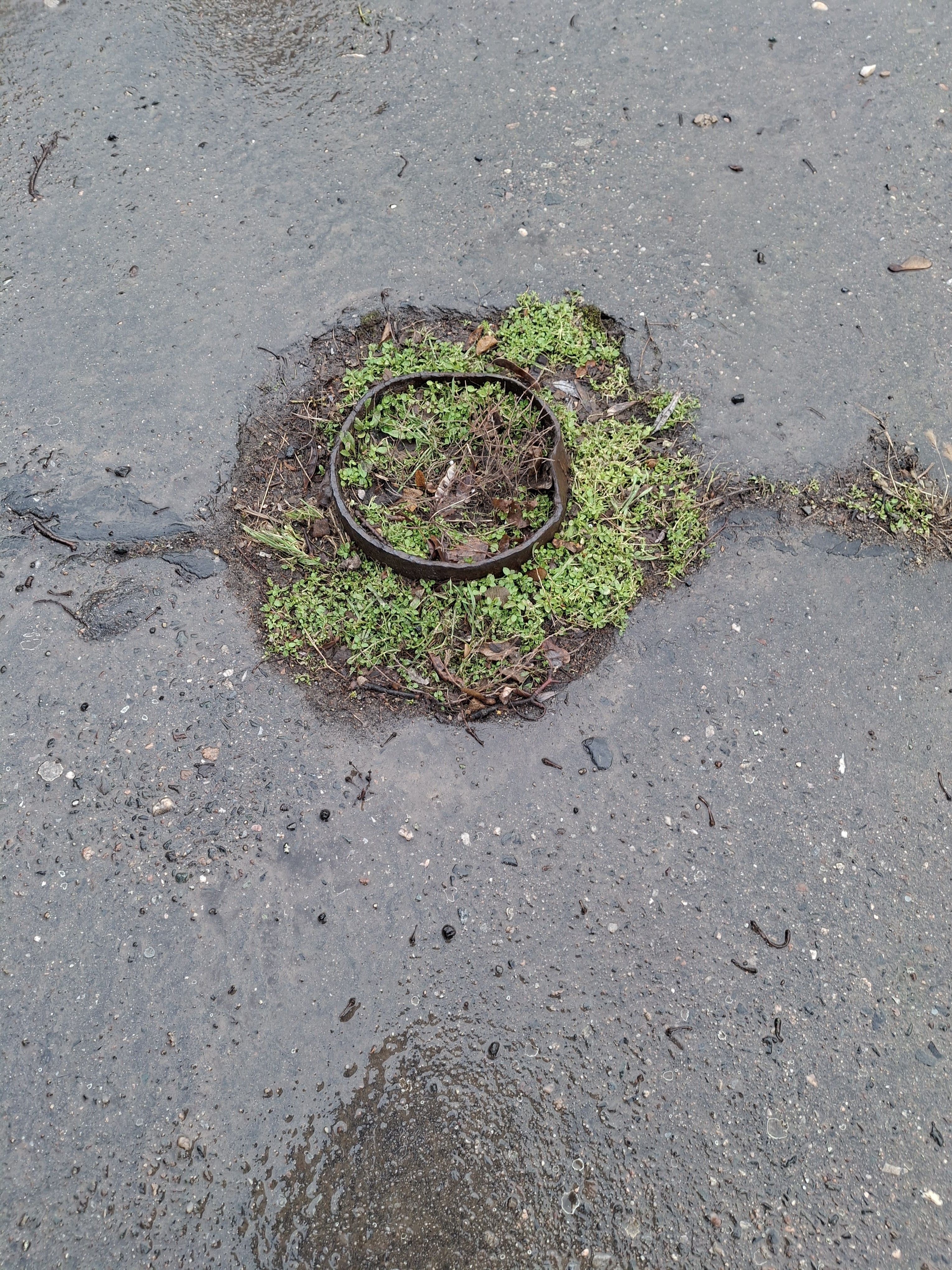
Zbytky sloupů trolejového vedení v Peroutkově ul. (leden 2025)

Trolejbusová a autobusová doprava se dotýkala katastru Radlic pouze okrajově. Od 1. října 1938 byla uvedena do provozu linka W od Anděla do Jinonic k továrně Walter, jejíž trasa odpovídá dnešní autobusové lince 137. V posledním úseku po Peroutkově ulici (tehdy Mozartova do roku 1952, později Liebknechtova, Peroutkova od roku 1992) jezdily po válce linky 52 a 60 kolem obytné oblasti Farkáň. K 31. březnu 1969 byl však provoz linek 52 a 60 zrušen. Nahradily jej od 31. května 1969 autobusové linky 128 a 137. Dvouměsíční skluz byl způsoben problémy s rozjezdem autobusů ze zastávky Santoška do prudkého kopce k Malvazinkám, trolejbusy se tak nakrátko vrátily v podobě trolejbusové linky s autobusovým označením 153. V roce 2026 má být trolejbusová doprava obnovena. Nynější autobusová linka 137 se po dostavbě změní na trolejbus číslo 52. Elektrifikován bude pouze kopcovitý úsek mezi zastávkami Na Knížecí a U Waltrovky. Trolejbusy se tak na Smíchov a Radlice po více než 50 letech vrátí. Zajímavostí je, že sloupy trolejového vedení zůstaly na svých místech až do roku 1989 (především v ulici Peroutkově). I v roce 2025 (po 56 letech) jsou v této ulici patrné jejich zbytky, jak byly zřejmě upáleny přímo u země sběrači kovů. 
V noci kolem Farkáně jezdí noční spoj č. 908 (Jinonice - Klánovice) spojující oblast Jinonic s Andělem a dále přes centrum až do Klánovic. Oblast vrchu Brabenec je od 26. března 1976 obsluhována autobusovou, polookružní linkou 231, začíná a končí v terminálu Na Knížecí. Katastru Radlic se dotýká pouze v horní partii kopce, u zastávky Dívčí hrady v Kroupově ulici. Jako školní spoj je jednou denně v dnech školního vyučování provozována linka č. 271 ke škole v Radlicích. Má 10 zastávek odjíždí od Správy sociálního zabezpečení a končí u metra Radlická. 
Od prosince 2019 je v Radlicích v provozu minibusová linka 153, která od stanice metra Radlická pokračuje na Dívčí hrady a druhým směrem ke Smíchovskému hřbitovu, k Malvazinkám a dále přes Mrázovku a Černý Vrch do Košíř k tramvajové zastávce U Zvonu. Radlice po ukončení provozu metra a denní tramvajové linky obsluhuje noční velkokapacitní spoj č. 904 (Sídliště Řepy - Sídliště Písnice), který víceméně kopíruje trasu metra a tramvajovou trať. Po Radlické pokračuje směrem do Jinonic a na Jihozápadní Město, v opačném směru jede na Sídliště Písnice. Je to jediná linka, která využívá Radlickou ulici v celé délce katastru Radlice se zastávkami U Trezorky, Radlická (metro) a Škola Radlice.

### Automobilová doprava
Hlavní tepnou dnešní dopravy je Radlická ulice. V budoucnosti se počítá, že by tudy byla vedena radiála od plzeňské dálnice D5 až po městský okruh D0. Tato radiála by přebrala část tranzitní dopravy, která nyní vede Plzeňskou ulicí. Neméně důležitým úkolem je usnadnit vjezd do Prahy obyvatelům Jihozápadního města (přes 65 tisíc obyvatel), kteří mimo Plzeňské a Peroutkovy používají právě Radlickou ulici. V dopravních špičkách na všech 3 komunikacích trvale panuje dopravní stupeň 4-5. Hlavní město Praha plánuje komunikaci z velké části zahloubit a schovat pod zem (pod kopec Brabenec a Dívčí hrady). Smyslem takové úpravy je nejen umožnit budoucí rozvoj, ale také ochránit současné aktivity v území, kterým povede důležitá komunikace.